# نمط الحياة الخامل

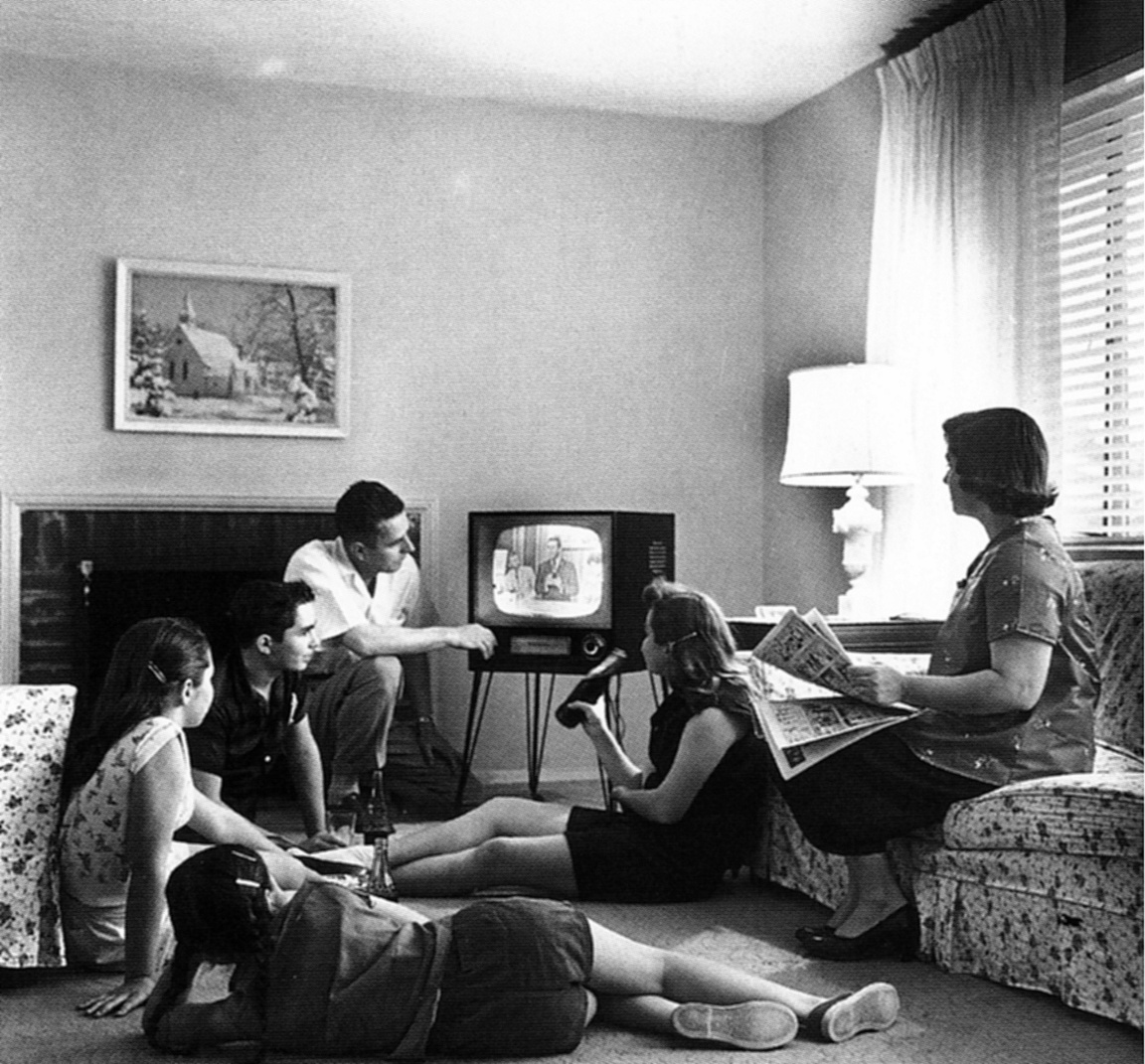
الزيادة في السلوكيات الخاملة، مثل مشاهدة التلفاز هي سمة من سمات نمط الحياة الخامل.

نمط الحياة الخامل هو نوع من أنماط الحياة، والذي يتسم بنشاط بدني ضئيل أو معدوم. غالبًا ما يكون الشخص الذي يعيش وفقاً لهذا النمط جالسًا أو مستلقيًا أثناء ممارسة نشاط مثل القراءة أو التواصل الاجتماعي أو مشاهدة التلفاز أو لعب ألعاب الفيديو أو استخدام الهاتف المحمول / الكمبيوتر طوال اليوم. يمكن أن يسهم نمط الحياة الخامل في اعتلال الصحة والعديد من أسباب الوفاة التي يمكن الوقاية منها.
يعد وقت الشاشة مصطلحًا حديثًا لمقدار الوقت الذي يقضيه الشخص في النظر إلى شاشة مثل التلفاز أو شاشة الكمبيوتر أو الجهاز المحمول. يرتبط وقت الشاشة المفرط بالعديد من العواقب الصحية السلبية.

## الآثار الصحية
يمكن أن تكون تأثيرات حياة العمل الخاملة أو نمط الحياة الخامل إما مباشرة أو غير مباشرة. واحدة من أبرز التأثيرات المباشرة لنمط الحياة الخامل هي زيادة مؤشر كتلة الجسم مما يؤدي إلى السمنة. تُعد قلة النشاط البدني أحد الأسباب الرئيسية للوفاة التي يمكن الوقاية منها في جميع أنحاء العالم.
ما لا يقل عن 300000 حالة وفاة مبكرة، و 90 مليار دولار في تكاليف الرعاية الصحية المباشرة ناجمة عن السمنة ونمط الحياة الخامل سنويًا في الولايات المتحدة وحدها.
الخطر أكبر بين أولئك الذين لا يزالون يجلسون أكثر من 5 ساعات في اليوم.  ثبت أن هذا عامل خطر بمفرده بصرف النظر عن التمارين الشاقة ومؤشر كتلة الجسم. الأشخاص الذين يجلسون أكثر من 4 ساعات يوميًا لديهم خطر أعلى بنسبة 40 في المائة من أولئك الذين يجلسون أقل من 4 ساعات يوميًا. ومع ذلك، فإن أولئك الذين يمارسون 4 ساعات على الأقل أسبوعيًا يتمتعون بصحة جيدة مثل أولئك الذين يجلسون أقل من 4 ساعات يوميًا.
بشكل غير مباشر، يمكن أن يؤدي زيادة مؤشر كتلة الجسم بسبب نمط الحياة الخامل إلى انخفاض الإنتاجية وزيادة التغيب عن الأنشطة الضرورية مثل العمل. يؤدي فقدان العمل وعدم الإنتاجية إلى تأثيرات واضحة على المدى القصير والطويل مثل انخفاض الدخل والأمن الوظيفي.
يمكن أن يسهم نمط الحياة الخامل وقلة النشاط البدني في عامل خطر أو:
1. القلق[11][12]
2. مرض قلبي وعائي[13]
3. صداع نصفي
4. سرطان الثدي
5. سرطان القولون[12]
6. متلازمة الحاسب الآلي
7. اكتئاب[12][14]
8. سكري[12]
9. نقرس
10. ارتفاع ضفط الدم[12][15]
11. أمراض ليبيدية[12]
12. مشاكل جلدية (مثل فقدان الشعر)[بحاجة لمصدر]
13. الموت عند الكبار[16][17]
14. السمنة[18][19]
15. هشاشة العظام
16. انحراف العمود الفقري جانبياً[12][20][21]
17. انزلاق غضروفي (آلام أسفل الظهر)[22]

## الحلول
استجابةً للمخاوف المتعلقة بالقضايا الصحية والبيئية، شجعت بعض المنظمات على السفر النشط، والذي يسعى إلى تشجيع المشي وركوب الدراجات كبديلين آمنين وجذابين للنقل الميكانيكي. بالإضافة إلى ذلك، نفذت بعض المنظمات فصول التمرينات في الغداء، أو تحديات المشي بين زملاء العمل، أو السماح للموظفين بالوقوف بدلاً من الجلوس في مكاتبهم أثناء العمل. التدخلات في مكان العمل مثل محطات العمل البديلة للنشاط، ومكاتب الجلوس، والترويج لاستخدام الدرج هي من بين التدابير التي تم تنفيذها لمواجهة أضرار مكان العمل المستقر. خلص استعراض كوكرين لعام 2018 إلى أنه «في الوقت الحالي، هناك أدلة منخفضة الجودة على أن مكاتب الجلوس يمكن أن تقلل من الجلوس في العمل على المدى القصير. لا يوجد دليل على أنواع أخرى من التدخلات». لا يوجد دليل عالي الجودة على أن هذه التدخلات توفر فوائد صحية طويلة الأجل. وخلص استعراض آخر إلى أن التدخلات الهادفة إلى الحد من الجلوس خارج العمل كانت فعالة بشكل غير كافي.
مبادرات أماكن العمل هي ممارسات وبرامج يرعاها أصحاب العمل لتعزيز صحة الموظفين، وبالتالي تقليل تكاليف التأمين على صاحب العمل. يمكن أن تركز البرامج على خفض الوزن أو منع زيادة الوزن، وقد تتضمن طرقًا مثل عروض الرعاية الصحية وبرامج الإقلاع عن التدخين وعضلات اللياقة البدنية والصناعية المخفضة والتحكم بالعوامل البشرية (المكاتب الدائمة ولوحات المفاتيح المريحة) وفصول العافية وتوفير  طعام صحي في الاجتماعات وفعاليات الموظفين، وتخزين آلات البيع بخيارات صحية، والتدخل الجراحي.[بحاجة لمصدر]نظرًا للتنوع الكبير في بيئات العمل، والعادات وأساليب الحياة غير المتناسقة للأفراد عبر أماكن العمل المختلفة، فإن فعالية هذه الدراسات ليست قاطعة.

## روابط خارجية
- Judson، Olivia (23 فبراير 2010). "Stand Up While You Read This". Opinionator. New York Times. مؤرشف من الأصل في 2019-11-28.
- Gardner، Amanda (27 يوليو 2010). "Study: The longer you sit, the shorter your life". Health Interactives. USA Today. مؤرشف من الأصل في 2012-08-26.
- Vlahos، James (14 أبريل 2011). "Is Sitting a Lethal Activity?". Magazine. New York Times. مؤرشف من الأصل في 2019-07-16.